# سحابی کالیفرنیا
سحابی کالیفرنیا (NGC 1499) یک سحابی گسیلشی در صورت فلکی برساووش است ریشه نام این سحابی شباهت این سحابی با ایالت کالیفرنیا است.این سحابی حدوداً هزار سال نوری تا زمین فاصله دارد.

این سحابی توسط ادوارد امرسون بارنارد(به انگلیسی: Edward Emerson Barnard) و در سال  ۱۸۸۴ کشف شد.

## نگارخانه

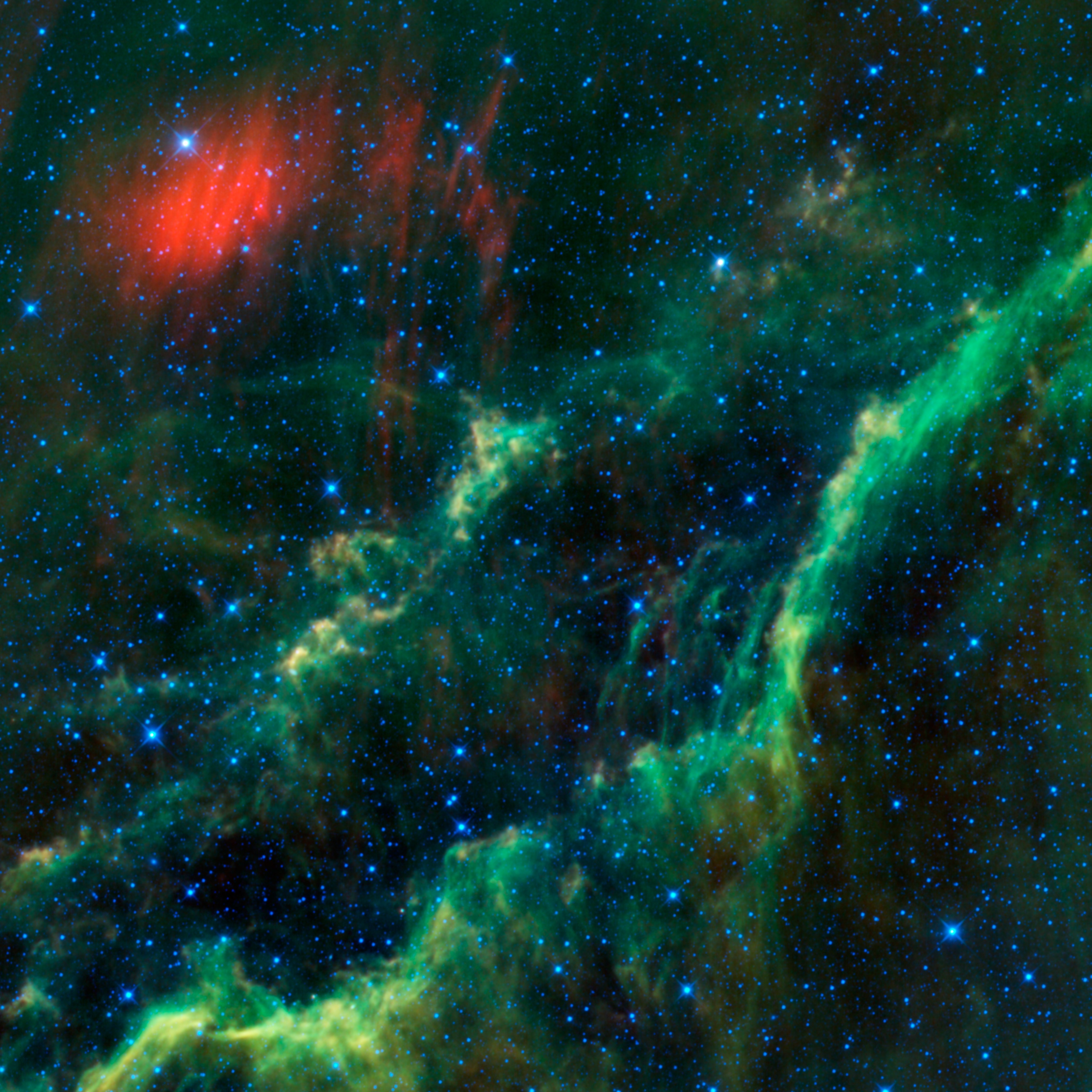